# С. Россли
С. Россли (малайск. S. Rossley), настоящее имя Сайед Андросс аль-Кхадри бин Сайед Ахмад (малайск. Syed Andross al-Khadri bin Syed Ahmad; 1943, Сингапур — 25 января 2017, там же) — сингапургский киноактёр и певец. По национальности малаец.

## Краткая биография
Обратил на себя внимание кинорежиссёра С. Кадарисмана, когда принимал участие в конкурсе драмы «Сривана». Снялся в нескольких малайзийских фильмах, главным образом поставленных С. Кадарисманом: «Ребёнок дерева бетонг» (1965), «Потонувший Лампунг» (1967), «Дарма Кесума» (1967).
В сотрудничестве со звукозаписывающей компанией EMI выпустил несколько альбомов песен, наиболее популярными из которых являются: «Пусть это не случится», «Хамида», «Почему», «Полуденный дождь», «Исчезнувшее вдохновение», «Движение чувств» (совместно с Саломой), «Я тебя люблю». Выступал с концертами в Сингапуре, Малайзии, Индонезии, Брунее.

## Фильмография
- Anak Buluh Betong (1965)
- Lampong Karam (1967)
- Darma Kesuma (1967)

## Дискография
- Jangan terjadi
- Hamidah
- Mengapa
- Hujan di tengah hari
- Ilham menghilang
- Kembara rasa
- Kusayang padamu

## Семья
- супруга Фаузия Зи (Fauziah Zie), актриса (с 1976, с 1986 — в разводе)
- сын Рузик Андросс (Ruziq Andross) 1980 г.р.
- сын Федо Андросс (Fedo Andross) 1983 г.р. — актёр кино